# Malabar, New South Wales
Malabar este o suburbie în Sydney, Australia.